# Lista de recordes e estatísticas do Futebol Clube do Porto

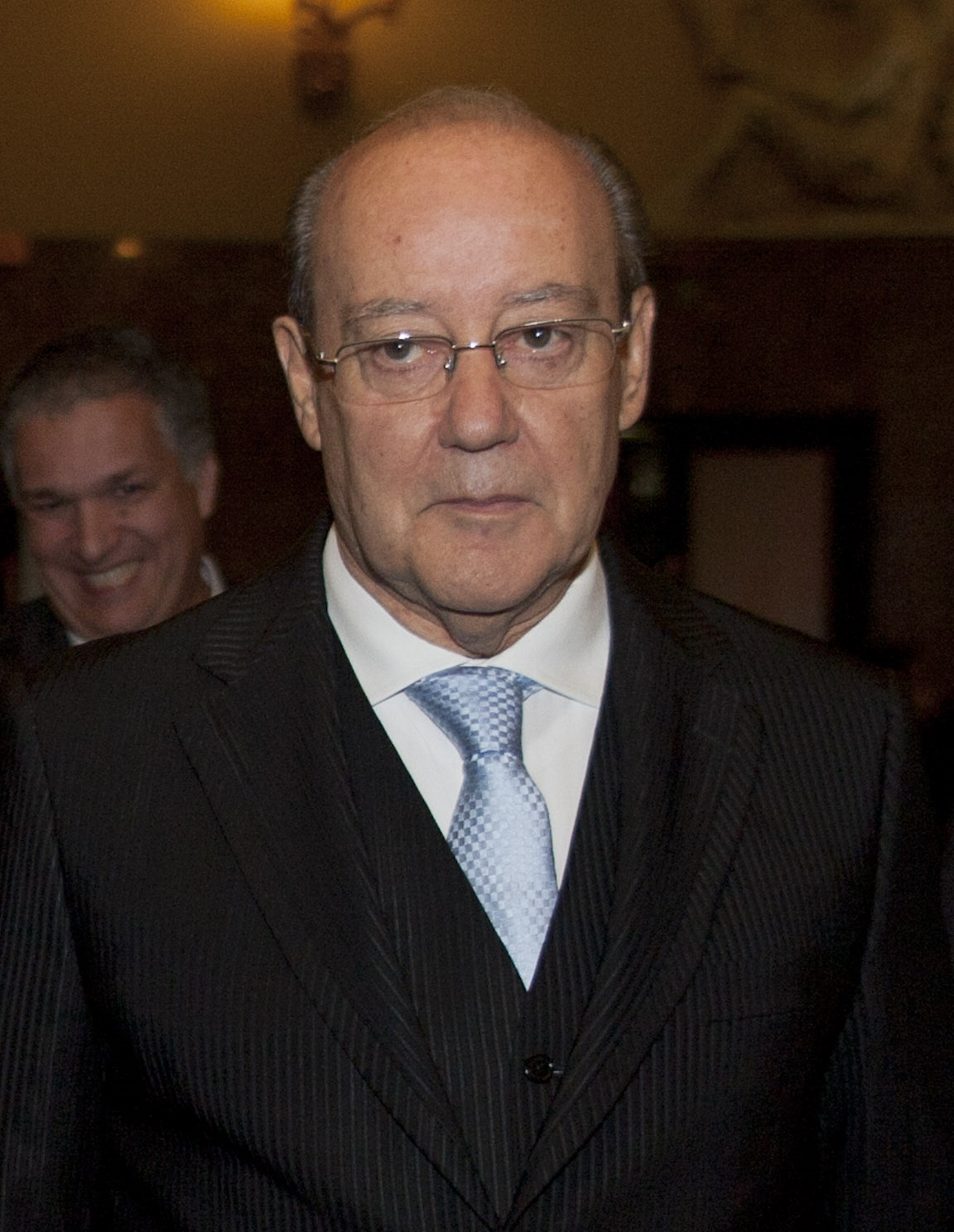
Jorge Nuno Pinto da Costa, 31.º presidente do FC Porto. Presidente de futebol mais titulado do mundo.

O Futebol Clube do Porto é um clube desportivo da cidade do Porto, Portugal, onde se praticam diversas modalidades. A presente lista contém os recordes e estatísticas históricos e os títulos conquistados a todos os níveis pelo clube, jogadores e treinadores.
O FC Porto é o clube português com mais troféus oficiais ganhos pela equipa de futebol profissional, com um total de 86. O FC Porto é atualmente a equipa portuguesa com mais sucesso internacionalmente, tendo ganho sete troféus, 5 europeus e 2 mundiais, um recorde no futebol português: a Taça dos Campeões Europeus e a Liga dos Campeões da UEFA em 1986/87 e 2003/04, respectivamente; a Taça UEFA e a Liga Europa da UEFA em 2002/03 e 2010/11, respectivamente; a Supertaça Europeia em 1987, a Taça Intercontinental em 1987 e 2004. É o único clube português que ganhou três das quatro últimas competições referidas e a conseguir uma tripla continental: liga doméstica, taça e título europeu (2002/03 e 2010/11). Além disso, foi vice-campeão da Taça das Taças em 1984, a sua primeira final europeia, e por 3 vezes da Supertaça Europeia, em 2003, 2004 e 2011. Internamente, ganhou 30 troféus da Primeira Liga, 20 Taças de Portugal, 24 Supertaças Cândido de Oliveira (recorde nacional), 1 Taça da Liga e venceu por 4 vezes o extinto Campeonato de Portugal (outro recorde, juntamente com o Sporting).
O FC Porto é a única equipa portuguesa a conquistar o pentacampeonato (1994–1999). Tornou-se, depois do Benfica, na segunda equipa da história da liga portuguesa a completar o campeonato invicta, sendo a primeira a fazê-lo por duas vezes (nas épocas de 2010/11 e 2012/13). Curiosamente na época de 2011/12, o FC Porto teve apenas uma derrota (3–1 contra o Gil Vicente), o que impossibilitou a conquista do tricampeonato totalmente invicto, tendo perdido uma única vez em 90 jogos da principal competição nacional. Também em 2010/11, o FC Porto conseguiu a maior diferença de pontos entre o campeão e o segundo classificado (21), num sistema de três pontos por vitória, conseguindo na altura a sua segunda quádrupla (quatro troféus numa época). Em 2021/22 esteve novamente perto de ser campeão invicto, terminando o campeonato português com o recorde de pontos (91) e completou o maior número de jogos sem perder na competição (58).
O FC Porto ocupa, no final da época 2024/25, a 18.ª posição no ranking de clubes da UEFA e a 65.ª posição no Ranking Mundial de Clubes da IFFHS.

## Palmarés
O FC Porto realizou a sua primeira partida em 1893, mas só em 1911 que conquistou o seu primeiro troféu. Dois anos depois, o Porto começou a disputar o Campeonato Regional do Porto, conquistando o primeiro num total de 30,[carece de fontes?] e em 1922 venceu a edição inaugural do Campeonato de Portugal, a primeira competição nacional de clubes. Em 1934, foi introduzida no futebol português uma competição experimental de liga de dois níveis, que mais tarde veio mesmo a ser reconhecida oficialmente como a primeira edição do campeonato português de futebol, do qual nunca foi rebaixado, tendo sido também o primeiro vencedo. Em 1955/56, o Porto ergueu a Taça de Portugal pela primeira vez,[carece de fontes?] garantindo também a sua primeira dobradinha. Disputando competições internacionais desde 1956, o clube venceu o Bayern de Munique na final da Copa da Europa de 1987 e conquistou seu primeiro título continental. A temporada seguinte trouxe ao clube mais sucessos na Supertaça Europeia e na Taça Intercontinental. Desde que conquistou o primeiro troféu da Supertaça Cândido de Oliveira, em 1981, o Porto regista 23 vitórias em 33 jogos, mais do que qualquer outro vencedor combinado.[carece de fontes?]
| Competições Mundiais     | Competições Mundiais           | Competições Mundiais | Competições Mundiais |
|                          | Competição                     | Venceu               | Temporadas |
| ------------------------ | ------------------------------ | -------------------- | --- |
|                          | Taça Intercontinental          | 2                    | 1987 e 2004 |
| Competições Continentais |                                |                      | |
|                          | Competição                     | Venceu               | Temporadas |
|                          | Liga dos Campeões da UEFA      | 2                    | 1986–87 e 2003–04 |
|                          | Liga Europa da UEFA            | 2                    | 2002–03 e 2010–11 |
|                          | Supertaça Europeia             | 1                    | 1987 |
| Competições Nacionais    |                                |                      | |
|                          | Competição                     | Venceu               | Temporadas |
|                          | Campeonato Português           | 30                   | 1934–35, 1938–39, 1939–40, 1955–56, 1958–59, 1977–78, 1978–79, 1984–85, 1985–86, 1987–88, 1989–90, 1991–92, 1992–93, 1994–95, 1995–96, 1996–97, 1997–98, 1998–99, 2002–03, 2003–04, 2005–06, 2006–07, 2007–08, 2008–09, 2010–11, 2011–12, 2012–13, 2017–18, 2019–20 e 2021–22 |
|                          | Taça de Portugal               | 20                   | 1955–56, 1957–58, 1967–68, 1976–77, 1983–84, 1987–88, 1990–91, 1993–94, 1997–98, 1999–00, 2000–01, 2002–03, 2005–06, 2008–09, 2009–10, 2010–11, 2019–20, 2021–22, 2022–23 e 2023–24                                                                                           |
|                          | Taça da Liga                   | 1                    | 2022–23 |
|                          | Supertaça Cândido de Oliveira  | 24                   | 1981, 1983, 1984, 1986, 1990, 1991, 1993, 1994, 1996, 1998, 1999, 2001, 2003, 2004, 2006, 2009, 2010, 2011, 2012, 2013, 2018, 2020, 2022 e 2024 |
|                          | Campeonato de Portugal Extinta | 4                    | 1921–22, 1924–25, 1931–32 e 1936–37 |
| Competições Regionais    |                                |                      | |
|                          | Competição                     | Venceu               | Temporadas |
|                          | Campeonato Regional do Porto   | 30                   | 1914–15, 1915–16, 1916–17, 1918–19, 1919–20, 1920–21, 1921–22, 1922–23, 1923–24, 1924–25, 1925–26, 1926–27, 1927–28, 1928–29, 1929–30, 1930–31, 1931–32, 1932–33, 1933–34, 1934–35, 1935–36, 1936–37, 1937–38, 1938–39, 1940–41, 1942–43, 1943–44, 1944–45, 1945–46 e 1946–47 |
|                          | Taça de Honra da AF Porto      | 14                   | 1915–16, 1916–17, 1947–48, 1956–57, 1957–58, 1959–60, 1960–61, 1961–62, 1962–63, 1963–64, 1964–65, 1965–66, 1980–81 e 1983–84 |
| TOTAL                    |                                |                      | |
|                          | Competição                     | Venceu               | Temporadas |
|                          | Conquistas Oficiais            | 130                  | 2 Mundiais, 5 Continentais, 79 Nacionais, 44 Regionais |

Legenda
 Campeão invicto

### Conquistas em torneios não oficiais
- Taça União do Norte[10]: 1912/13
- Taça José Monteiro da Costa: 1910/11, 1911/12, 1913/14, 1914/15, 1915/16
- Taça Ibérica: 1935
- Troféu O Século: 1939
- Taça do Norte de Portugal: 1967/68, 1970/71, 1971/72

### Várias conquistas numa época

#### Dobradinhas
- Primeira Liga e Taça de Portugal: 9

1955/56, 1987/88, 1997/98, 2002/03, 2005/06, 2008/09, 2010/11, 2019/20, 2021/22

#### Tripletes
- Primeira Liga, Taça de Portugal e Supertaça: 6

1997/98, 2002/03, 2005/06, 2008/09, 2010/11, 2019/20)
- Primeira Liga, Taça de Portugal e Taça UEFA/Liga Europa: 2

2002/03, 2010/11
- Taça de Portugal, Taça da Liga e Supertaça: 1

2022/23

#### Quádruplos
- Primeira Liga, Taça de Portugal, Supertaça e Taça dos Clubes Campeões Europeus: 1

1987/88
- Primeira Liga, Taça de Portugal, Supertaça e Taça UEFA: 1

2002/03
- Primeira Liga, Supertaça, Taça dos Clubes Campeões Europeus e Taça Intercontinental: 1

2003/04
- Primeira Liga, Taça de Portugal, Supertaça e Liga Europa: 1

2010/11

## Jogadores

### Presenças

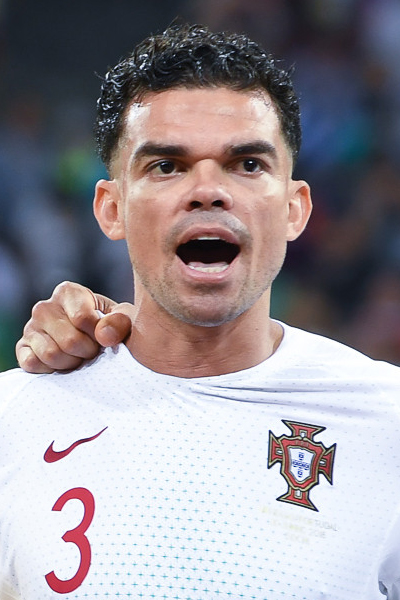
Pepe, mais velho titular e campeão pelo FC Porto.

- Maior número de jogos numa temporada: 55 – Pepê (2022/23);[11]
- Titular mais velho: Pepe – 40 anos, 8 meses e 6 dias (contra o Estoril na Taça da Liga, 3 de novembro de 2023);[12]
- Vencedor mais velho do título da liga: Pepe – 39 anos, 2 meses e 18 dias (2021/22);[13]
- Estreante mais jovem: Kadú – 16 anos, 10 meses e 14 dias (contra o Pêro Pinheiro na terceira eliminatória da Taça de Portugal, 15 de outubro de 2011);[14]
- Titular mais jovem: Fábio Silva – 17 anos, 1 mes e 24 dias (contra o Santa Clara na Taça da Liga, 25 de setembro de 2019);[15]
- Estreante mais jovem na liga: Fábio Silva – 17 anos e 19 dias (contra o Gil Vicente, 10 de agosto de 2019);[16]
- Titular mais jovem da liga: Fábio Silva – 17 anos, 3 meses e 19 dias (contra o Boavista, 10 de novembro de 2019);[17]
- Vencedor mais jovem do título da liga: Fábio Silva – 17 anos, 11 meses e 7 dias (2019/20);[13]
- Mais presenças em jogos de competições internacionais: 99 – Vitor Baia;[18]
- Mais presenças consecutivas em jogos de competições internacionais: 50 – Ljubinko Drulović;[18]
- Estreante mais jovem numa competição da UEFA: Fábio Silva – 17 anos e 2 meses (contra o Young Boys na fase de grupos da Europa League, 19 de setembro de 2019);[19]
- Estreante mais jovem na Taça dos Campeões Europeus/Champions League: Rúben Neves – 17 anos, 5 meses e 7 dias (contra o Lille na primeira mão do play-off da Champions League, 20 de agosto de 2014);[20]
- Capitão mais jovem da Taça dos Campeões Europeus/Champions League: Rúben Neves – 18 anos, 7 meses e 7 dias (contra o Maccabi Tel Aviv na fase de grupos da Champions League, 20 de outubro de 2015).[a]

| Rank[carece de fontes?] | Jogador            | Jogos |
| ----------------------- | ------------------ | ----- |
| 1                       | João Pinto         | 588   |
| 2                       | Vítor Baía         | 567   |
| 3                       | Aloísio            | 474   |
| 4                       | Fernando Gomes     | 453   |
| 5                       | Virgílio           | 436   |
| 6                       | Jaime Magalhães    | 409   |
| 7                       | António André      | 385   |
| 8                       | Jorge Costa        | 383   |
| 9                       | Domingos Paciência | 381   |
| 10                      | Hernâni            | 339   |

### Marcadores
- Maior número de golos na liga: 288 – Fernando Gomes;[22][23]
- Maior número de golos na liga numa temporada: 39  Fernando Gomes (1984/85);[24]
- Mais prémios de artilheiro da liga: 6 – Fernando Gomes (1976/77, 1977/78, 1978/79, 1982/83, 1983/84, 1984/85);[22][25]
- Marcador mais jovem da liga: Fábio Silva – 17 anos, 3 meses e 8 dias (contra o Famalicão, 27 de outubro de 2019);[26]
- Marcador mais jovem de um hat-trick na liga: Diogo Jota – 19 anos, 9 meses e 25 dias (contra o Nacional, 1 de outubro de 2016);[27]
- Marcador mais jovem em qualquer competição: Fábio Silva – 17 anos e 3 meses (contra o Coimbrões na Taça de Portugal, 19 de outubro de 2019);[28]
- Marcador mais jovem velho em competições internacionais: Pepe – 40 anos, 8 meses e 10 dias (contra o Antwerp na Liga dos Campeões, 7 de novembro de 2023)[b]
- Mais golos marcados em competições internacionais: Radamel Falcao (22);[29]
- Maior número de golos em competições internacionais numa temporada: 17 – Radamel Falcao (Europa League de 2010/11).[30]

| Rank[carece de fontes?] | Jogador            | Golos |
| ----------------------- | ------------------ | ----- |
| 1                       | Fernando Gomes     | 355   |
| 2                       | Hernâni            | 183   |
| 3                       | Mário Jardel       | 168   |
| 4                       | Teixeira           | 164   |
| 5                       | Pinga              | 149   |
| 6                       | Domingos Paciência | 142   |
| 7                       | Araújo             | 137   |
| 8                       | Correia Dias       | 113   |
| 9                       | Custódio Pinto     | 105   |
| 10                      | Carlos Duarte      | 98    |

### Títulos
- Mais títulos: 25 – Vítor Baía;[31]
- Mais títulos de ligas: 10 – Vitor Baía;[32]
- Mais títulos consecutivos da liga: 5 – Aloísio, Rui Barros, Jorge Costa, Ljubinko Drulović, António Folha e Paulinho Santos (1994–1999);[33]
- Mais títulos da Taça de Portugal: 5 – Aloísio, Vitor Baía, Jorge Costa, Domingos Paciência, Paulinho Santos, e Carlos Secretário;[11]
- Mais títulos da Supertaça: 8 – João Pinto;[34]
- Maior número de títulos de competições internacionais de clubes: 3[35]
  - Taça UEFA de 1986/87, Supertaça Europeia de 1987 e Taça Intercontinental de 1987:
    - António André, Fernando Gomes, Augusto Inácio, Jaime Magalhães, Józef Młynarczyk, António Lima Pereira, João Pinto, Quim e António Sousa.

  - Taça UEFA de 2002/03, Liga dos Campeões de 2003/04 e Taça Intercontinental de 2004:
    - Vítor Baía, Jorge Costa, Ricardo Costa, Costinha, Derlei, Pedro Emanuel, e Maniche.

#### Vencedores de competições
Os seguintes jogadores venceram suas respectivas competições continentais enquanto faziam parte do clube:
- Campeonato Europeu

 Danilo Pereira – 2016
- Liga das Nações

 Pepe e Danilo Pereira – 2019
- Copa América

 Teófilo Cubillas – 1975
 Branco – 1989
 Helton – 2007
 Cristian Rodríguez e Álvaro Pereira – 2011
 Agustín Marchesín – 2021
- Copa Ouro

 Héctor Herrera – 2015
- Copa CONCACAF

 Miguel Layún, Héctor Herrera e Jesús Corona – 2015
- Taça das Nações Africanas

 Rabah Madjer – 1990
 Yacine Brahimi – 2019

#### Vencedores de prémios

Fernando Gomes, 'Bibota' de Ouro (conquistou a Bota de Ouro da UEFA por duas vezes, em 1983 e 1985).

Os seguintes jogadores foram premiados enquanto representavam o clube:
- Futebolista do Ano da UEFA

 Deco – 2004
- Guarda-redes do Ano do Clube da UEFA

 Vítor Baía – 2004
- Defesa do Ano do Clube da UEFA

 Ricardo Carvalho – 2004
- Médio de Clube do Ano da UEFA

 Deco – 2004
- Equipa do Ano da UEFA

 Paulo Ferreira – 2003
 Ricardo Carvalho E Maniche – 2004
- Bota de Ouro da UEFA

 Fernando Gomes – 1983 (36 golos), 1985 (39 golos)
 Mário Jardel – 1999 (36 golos)
- Golo do Torneio da UEFA

 Mehdi Taremi– 2021
- Futebolista Africano do Ano

 Rabah Madjer – 1987
- Melhor Guarda-redes Europeu

 Vítor Baía – 2004

### Seleção portuguesa
- Mais internacionalizado: João Pinto – 71 internacionalizações;[36]
- Primeiro jogador internacional: Artur Augusto (contra a Espanha, 18 de dezembro de 1921);[37]
- Primeiro jogador a disputar o torneio olímpico de futebol: Valdemar Mota (Jogos Olímpicos de Verão de 1928);[33]
- Primeiro jogador a disputar uma fase final de um Mundial: Alberto Festa (Mundial de 1966);[38][c]
- Primeiros jogadores a disputar uma fase final do Campeonato Europeu: António Frasco, Eurico Gomes, Jaime Pacheco, António Lima Pereira, João Pinto, e António Sousa (Euro de 1984);[38][d]
- Titular mais jovem: Rúben Neves – 18 anos, 8 meses e 4 dias (contra o Luxemburgo num amigável, 17 de novembro de 2015);[49]
- Marcador mais jovem de um hat-trick por Portugal: André Silva – 20 anos, 11 meses e 4 dias (contra as Ilhas Faroé na qualificação para o Mundial de 2018, 10 de outubro de 2016).[50]

### Futebolista do ano
| Ano  | Jogador          | Ref.ª  |
| ---- | ---------------- | ------ |
| 2003 | Ricardo Carvalho | [ 51 ] |
| 2004 | Maniche          | [ 51 ] |
| 2005 | Ricardo Quaresma | [ 51 ] |
| 2006 | Lucho González   | [ 51 ] |
| 2007 | José Bosingwa    | [ 51 ] |
| 2008 | Jorge Fucile     | [ 51 ] |
| 2009 | Raul Meireles    | [ 51 ] |
| 2010 | Hulk             | [ 51 ] |
| 2011 | Hulk             | [ 52 ] |
| 2012 | Maicon           | [ 53 ] |
| 2013 | João Moutinho    | [ 54 ] |
| 2014 | Danilo           | [ 55 ] |
| 2015 | Héctor Herrera   | [ 56 ] |
| 2016 | Danilo Pereira   | [ 57 ] |
| 2017 | Yacine Brahimi   | [ 58 ] |
| 2018 | Alex Telles      | [ 59 ] |
| 2019 | Moussa Marega    | [ 60 ] |
| 2020 | Jesús Corona     | [ 61 ] |
| 2021 | Sérgio Oliveira  | [ 62 ] |
| 2022 | Otávio           | [ 63 ] |
| 2023 | Pepê             | [ 64 ] |
| 2024 | Diogo Costa      | [ 65 ] |

### Transferências
| Top Contratações        | Top Contratações | Top Contratações |                         | Top Vendas       | Top Vendas | Top Vendas |
| Rank[carece de fontes?] | Jogador          | Preço            | Rank[carece de fontes?] | Jogador          | Preço      |            |
| ----------------------- | ---------------- | ---------------- | ----------------------- | ---------------- | ---------- | ---------- |
| 1                       | Samu Aghehowa    | 32,00 M €        | 1                       | Otávio           | 60,00 M €  |            |
| 2                       | Nico Gonzalez    | 21,20 M €        | 2                       | Nico Gonzalez    | 60,00 M €  |            |
| 3                       | David Carmo      | 20,28 M €        | 3                       | Éder Militão     | 50,00 M €  |            |
| 4                       | Giannelli Imbula | 20,00 M €        | 4                       | Galeno           | 50,00 M €  |            |
| 5                       | Óliver Torres    | 20,00 M €        | 5                       | Luis Díaz        | 49,00 M €  |            |
| 6                       | Victor Froholdt  | 20,00 M €        | 6                       | James Rodríguez  | 45,00 M €  |            |
| 7                       | Hulk             | 19,00 M €        | 7                       | Eliaquim Mangala | 45,00 M €  |            |
| 8                       | Pepê             | 15,40 M €        | 8                       | Vitinha          | 41,50 M €  |            |
| 9                       | Gabri Veiga      | 15,00 M €        | 9                       | Radamel Falcao   | 40,00 M €  |            |
| 10                      | Alberto Costa    | 15,00 M €        | 10                      | Hulk             | 40,00 M €  |            |

## Treinadores
- Mais temporadas: 9 – José Maria Pedroto (1966–1969, 1976–1980, 1982–1984);[66]
- Maior número de temporadas consecutivas: 6 – Sérgio Conceição (2017–);[66]
- Mais jogos: 341 – Sérgio Conceição;[67]
- Maior número de jogos em competições internacionais: 59 – Sérgio Conceição;[68]
- Mais vitórias: 249 – Sérgio Conceição;[67]
- Maior número de vitórias consecutivas em casa: 24 – Artur Jorge;[69]
- Mais títulos: 10 – Sérgio Conceição;[70]
- Maior número de títulos numa temporada: 4 – Tomislav Ivić (1987/88) e André Villas-Boas (2010/11);[71]
- Mais títulos da liga: 3 – Artur Jorge (1984/85, 1985/86, 1989/90), Jesualdo Ferreira (2006/07, 2007/08, 2008/09) e Sérgio Conceição (2017/18, 2019/20, 2021/22);[72][carece de fontes?]
- Maior número de títulos da liga consecutivos: 3 – Jesualdo Ferreira (2006–2009);[32]
- Mais títulos da Taça de Portugal: 3 – Sérgio Conceição (2019/20, 2021/22, 2022/23);[carece de fontes?]
- Mais dobradinhas: 2 – Sérgio Conceição (Primeira Liga e Taça de Portugal: 2019/20, 2021/22);[70]
- Maior número de títulos internacionais: 2 – José Mourinho e Tomislav Ivić;[73]

- Mais jovem: André Villas-Boas – 32 anos, 9 meses e 18 dias (contra o Benfica na Supertaça Cândido de Oliveira 2010, 7 de agosto de 2010);[74]
- Mais jovem a conquistar um título: André Villas-Boas – 32 anos, 9 meses e 18 dias (Supertaça Cândido de Oliveira, 7 de agosto de 2010);[74]
- Mais jovem a conquistar um título da liga: Mihály Siska – 33 anos, 3 meses e 19 dias (1938/39, 23 de abril de 1939);[75][37]
- Mais jovem a conquistar um título internacional: André Villas-Boas – 33 anos, 7 meses e 1 dia (Europa League de 2010/11, 18 de maio de 2011).[76][e]

#### Vencedores de prémios
Os seguintes treinadores foram premiados enquanto representavam o clube:
- Equipa do Ano da UEFA

 José Mourinho – 2003, 2004
- Treinador Europeu de Futebol da Temporada

 Artur Jorge – 1987
 José Mourinho – 2003, 2004
 André Villas-Boas – 2011

## Presidentes
- Mais anos de serviço: Jorge Nuno Pinto da Costa – 43 anos, desde 23 de abril de 1982; [78]
- Mais títulos: 67 em 84 (79,8%) – Jorge Nuno Pinto da Costa;[11]
  - Maior número de títulos da liga: 23 em 30 (76,7%);[11]
  - Mais títulos da Taça de Portugal: 14 em 19 (73,7%);[11]
  - Mais títulos da Taça da Liga: 1 em 1 (100%);[11]
  - Mais títulos da Supertaça: 22 em 23 (95,7%);[11]
  - Maior número de títulos internacionais: 7 em 7 (100%).[11]

## Clube

### Partidas
- Maior número de partidas oficiais em uma temporada: 58 (2010/11);[79]
- Melhor início de liga: 13 vitórias (1939/40).[80]

#### 'Primeiros'
- Primeiro jogo: contra o Clube de Aveiro (amistoso, 8 de outubro de 1893);[81]
- Primeiro jogo frente a uma equipa estrangeira: contra o Real Club Fortuna (amistoso, 15 de dezembro de 1907);[82]
- Primeiro jogo do Campeonato Regional do Porto: contra o Boavista (4 de janeiro de 1914);[83]
- Primeiro jogo do Campeonato de Portugal: contra o Sporting (4 de junho de 1922);[84]
- Primeiro jogo na liga: contra o Belenenses (20 de janeiro de 1935);[85]
- Primeiro jogo da Taça de Portugal: contra o Vitória de Guimarães 3–2 Porto (14 de maio de 1939);[86]
- Primeiro jogo na Supertaça: contra o Benfica (1 de dezembro de 1981);[87]
- Primeiro jogo em competições internacionais: contra o Athletic Club (rodada preliminar da Taça dos Campeões Europeus de 1956/57, 20 de setembro de 1956).[88]

#### Vitórias
- Maior vitória: 19–1 (contra o Coimbrões no Campeonato do Porto, 22 de janeiro de 1933);[89]
- Maior vitória no Campeonato do Porto: 19–1 (contra o Coimbrões, 22 de janeiro de 1933);[89]
- Maior vitória no Campeonato de Portugal: 18–0 (contra o Ginásio Lis na primeira eliminatória, 3 de abril de 1932);[89]
- Maior vitória na liga: 12–1 (contra o Académico do Porto, 16 de abril de 1939, e o Carcavelinhos, 3 de maio de 1942);[89][90]
- Maior vitória na Taça de Portugal: 15–1, (contra o Sanjoanense, 30 de maio de 1943);[89]
- Maior vitória na Supertaça: 5–0 (contra o Benfica, 8 de Setembro de 1996);[91]
- Maior vitória na Taça da Liga: 4–0 (contra o Rio Ave, 3 de abril de 2013 e o Penafiel, 15 de janeiro de 2014);[carece de fontes?]
- Maior vitória em competições internacionais de clubes: 9–0 (contra o Rabat Ajax na primeira rodada da Taça dos Clubes Campeões Europeus, 17 de setembro de 1986);[92]
- Mais vitórias numa temporada: 49 (2010/11);[93]
- Maior percentual de vitórias numa temporada: 84,4% – 49 vitórias em 58 partidas (2010/11);[94]
- Maior número de vitórias na liga numa temporada: 31 (1990/91);[carece de fontes?]
- Menor número de vitórias na liga numa temporada: 5 (1942/43);[carece de fontes?]
- Maior número de vitórias em competições internacionais numa temporada: 14 em 17 jogos (Europa League de 2010/11);[95]
- Maior número de vitórias consecutivas na liga em uma temporada: 16 em 30 partidas (2010/11);[96]
- Maior número de vitórias consecutivas fora de casa na liga em uma temporada: 11 (1984/85, 1996/97, 2008/09);[97]
- Maior número de vitórias consecutivas em competições internacionais numa temporada: 5 (Europa League de 2010/11).[98]

#### Derrotas
- Maior derrota: 2–12 (contra o Benfica na Primeira Divisão, 7 de fevereiro de 1943);[99]
- Maior derrota no Campeonato do Porto: 0–4 (contra o Boavista, 23 de setembro de 1945);[100]
- Maior derrota no Campeonato de Portugal: 0–7 (contra o Benfica, 5 de junho de 1938);[100]
- Maior derrota na liga: 2–12 (contra o Benfica, 7 de fevereiro de 1943);[99]
- Maior derrota na Taça de Portugal: 0–7,  (contra o Vitória FC, 13 de junho de 1943);[100]
- Maior derrota na Supertaça: 0–3 (contra o Sporting, 30 de abril de 1996);[100]
- Maior derrota na Taça da Liga: 1–4 (contra o Sporting, 4 de fevereiro de 2009);[carece de fontes?]
- Maior derrota em competições internacionais de clubes:
  - fora: 1–6 (contra o AEK Atenas, 13 de setembro de 1978, e contra o Bayern de Munique, 21 de abril de 2015);[99]
  - em casa: 0–5 (contra o Liverpool, 14 de fevereiro de 2018)[101]
- Maior número de derrotas na liga numa temporada: 12 (1949/50 e 1969/70);[carece de fontes?]
- Menor número de derrotas na liga numa temporada: 0 , (2010/11: 30 partidas, 27 vitórias e 3 empates, e 2012/13: 30 partidas, 24 vitórias e 6 empates);[102][carece de fontes?]
- Maior número de partidas jogos sem derrotas na liga: 55 (de 28 de fevereiro de 2010 a 29 de janeiro de 2012);[103]
- Maior número de jogos consecutivos em casa sem derrotas: 45 (de 25 de outubro de 2008 a 2 de janeiro de 2011);[24]
- Maior número de jogos consecutivos em casa sem derrotas na liga: 119 (de 3 de janeiro de 1982 a 16 de abril de 1989).[104]

### Golos
- Primeiro golo marcado no Campeonato de Portugal: José Tavares Bastos (contra o Sporting, 4 de junho de 1922);[84]
- Primeiro golo marcado na liga: Carlos Nunes (contra o Belenenses, 20 de janeiro de 1935);[85]
- Primeiro golo marcado na Taça de Portugal: Carlos Nunes (contra o Vitória de Guimarães, 14 de maio de 1939);[86]
- Primeiro golo marcado na Supertaça: Jacques Pereira (contra o Benfica, segunda mão, 8 de dezembro de 1981);[87]
- Primeiro golo marcado na Taça da Liga: Ernesto Farías (contra o Vitória FC, 8 de janeiro de 2009);[105]
- Primeiro golo em competições internacionais: José Maria, contra o Athletic Club (rodada preliminar da Taça dos Campeões Europeus de 1956/57, 20 de setembro de 1956);[94]
- Maior número de golos marcados na liga numa temporada: 88 (1987/88);[106][107]
- Menor número de golos marcados na liga numa temporada: 30 (1969/70);[106][107]
- Maior número de golos sofridos na liga numa temporada: 56 (1942/43);[106][107]
- Menor número de golos sofridos na liga numa temporada: 9 (1979/80 e 1983/84);[108][107]
- Maior saldo de golos na liga: +73, 88–15 (1987/88);[107]
- Menor saldo de golos na liga: −16, 40–56 (1942/43);[107]
- Maior número de minutos sem sofrer golos na liga: 1.191 (1991/92, da 4.ª à 17.ª rodada);[109]
- Maior número de partidas consecutivas na liga a marcar golos: 43 (6 de março de 2010 – 18 de setembro de 2011);[110]
- Mais golos marcados numa temporada em competições internacionais: 44 em 17 jogos (Europa League de 2010/11).[111]

### Pontos
- Mais pontos na liga numa temporada:
  - Dois pontos por vitória: 67 em 38 partidas (1990/91);[112]
  - Três pontos por vitória: 91 em 34 partidas (2021/22).[113]
- Menos pontos na liga numa temporada:
  - Dois pontos por vitória: 14 em 14 partidas (1936/37, 1942/43);[112]
  - Três pontos por vitória: 61 em 30 partidas (2013/14).[112]
- Maior distância em pontos para o vice-campeão:
  - Dois pontos por vitória: 15 (1987–88);[114]
  - Três pontos por vitória: 21 (2010/11).[carece de fontes?]

### Estádios
- Estádio das Antas (1952–2004):Benni McCarthy (esquerda) marcou o último golo no antigo Estádio das Antas, no dia 24 de janeiro de 2004, enquanto que Derlei (direita) foi o primeiro marcador no Estádio do Dragão, no dia 16 de novembro de 2003.
  - Primeiro jogo: contra o Benfica (amistoso, 28 de maio de 1952);[115]
  - Primeiro golo: Vital (contra o Benfica num amistoso, 28 de maio de 1952);[115]
  - Último jogo: contra o Estrela da Amadora (Primeira Liga 2003/04, 24 de janeiro de 2004);[115][116]
  - Último golo: Benni McCarthy (contra o Estrela da Amadora na Primeira Liga 2003/04, 24 de janeiro de 2004);[115][116]
  - Maior assistência: 90.000 (contra o Dínamo de Kiev na Taça dos Clubes Campeões Europeus de 1986/87, 8 de abril de 1987).
- Estádio do Dragão (2003–presente):
  - Primeiro jogo: contra o Barcelona (amistoso, 16 de novembro de 2003);[117]
  - Primeiro golo: Derlei (contra o Barcelona num amistoso, 16 de novembro de 2003);[117]
  - Maior assistência: 52 mil (contra o Barcelona num amistoso, 16 de novembro de 2003);[118]
  - Maior assistência num jogo oficial: 50.818 (contra o Deportivo La Coruña na primeira mão das semifinais da Liga dos Campeões de 2003/04, 21 de abril de 2004).[18]

### Competições
| Competições Nacionais    | Competições Nacionais               | Competições Nacionais | Competições Nacionais | Competições Nacionais | Competições Nacionais | Competições Nacionais | Competições Nacionais | Competições Nacionais | Competições Nacionais | Competições Nacionais |
| Competição               | Competição                          | Participações         | Partidas              | Vitórias              | Empates               | Derrotas              | Golos marcados        | Golos sofridos        | Dif. de golos         | Melhor posição        |
| ------------------------ | ----------------------------------- | --------------------- | --------------------- | --------------------- | --------------------- | --------------------- | --------------------- | --------------------- | --------------------- | --------------------- |
|                          | Primeira Liga                       | 91                    | 2600                  | 1741                  | 466                   | 393                   | 5750                  | 2278                  | +3472                 | Vencedor              |
|                          | Taça de Portugal                    | 85                    | 456                   | 327                   | 53                    | 76                    | 1253                  | 406                   | +847                  | Vencedor              |
|                          | Taça da Liga                        | 18                    | 65                    | 35                    | 14                    | 16                    | 102                   | 61                    | +41                   | Vencedor              |
|                          | Supertaça Cândido de Oliveira       | 34                    | 58                    | 29                    | 14                    | 15                    | 77                    | 48                    | +29                   | Vencedor              |
|                          | Campeonato de Portugal Extinta      | 16                    | 70                    | 42                    | 11                    | 17                    | 265                   | 110                   | +155                  | Vencedor              |
| Competições Continentais |                                     |                       |                       |                       |                       |                       |                       |                       |                       |                       |
| Competição               | Competição                          | Participações         | Partidas              | Vitórias              | Empates               | Derrotas              | Golos marcados        | Golos sofridos        | Dif. de golos         | Melhor posição        |
|                          | Liga dos Campeões da UEFA           | 36                    | 257                   | 115                   | 55                    | 87                    | 369                   | 298                   | +71                   | Vencedor              |
|                          | Liga Europa da UEFA                 | 17                    | 104                   | 50                    | 20                    | 34                    | 174                   | 126                   | +48                   | Vencedor              |
|                          | Supertaça da UEFA                   | 4                     | 5                     | 2                     | 0                     | 3                     | 3                     | 5                     | -2                    | Vencedor              |
|                          | Taça das Taças Extinta              | 8                     | 41                    | 21                    | 7                     | 13                    | 58                    | 44                    | +14                   | Finalista             |
|                          | Taça das Cidades com Feiras Extinta | 6                     | 16                    | 6                     | 4                     | 6                     | 15                    | 19                    | -4                    | 2ª Eliminatória       |
| Competições Mundiais     |                                     |                       |                       |                       |                       |                       |                       |                       |                       |                       |
| Competição               | Competição                          | Participações         | Partidas              | Vitórias              | Empates               | Derrotas              | Golos marcados        | Golos sofridos        | Dif. de golos         | Melhor posição        |
|                          | Mundial de Clubes FIFA              | 1                     | 3                     | 0                     | 2                     | 1                     | 5                     | 6                     | -1                    | Fase de Grupos        |
|                          | Taça Intercontinental Extinta       | 2                     | 2                     | 1                     | 1                     | 0                     | 2                     | 1                     | +1                    | Vencedor              |

 Atualizado em 23 de junho de 2025[carece de fontes?]